# Simon van Formelis
Simon van Formelis († 8 maart 1447) was een jurist en diplomaat in het graafschap Vlaanderen. Hij begon als ambtenaar en politicus in Gent en maakte onder de Bourgondische hertogen carrière in de centrale instellingen. Hij zetelde in de hofraad van Antoon van Brabant en was van 1409 tot 1440 president van de Raad van Vlaanderen. Op het einde van zijn leven werd hij geadeld.

## Leven
Formelis, geboren ergens in de periode 1350-1375, kwam uit een gegoed Gents koopmansmilieu. Zijn ouders Lieven van Formelis en Katarina van Caudenberghe waren in de makelarij. Na studies rechten, waarschijnlijk aan de Universiteit van Orléans, startte hij zijn loopbaan in dienst van de stad Gent. In 1400 had hij zich opgewerkt tot pensionaris, maar hij bleef slechts vier jaar in dienst. Dit was net de periode waarin de stad en Filips de Stoute het conflict uitvochten rond Jacob van Lichtervelde, de baljuw die zonder overleg de Gentenaar Verpeerenzone had laten terechtstellen. Het bracht Formelis naar Parijs om de Gentse zaak te bepleiten voor de raad van koning Karel VI.
Daarna werkte hij, op een stedelijke ambassade in 1410 na, uitsluitend nog voor vorsten. Van 1404 tot 1409 was dat in dienst van Antoon van Bourgondië, die in 1406 hertog van Brabant werd. Met Jacob van Lichtervelde, Willem Blondeel en Jan van Oppem vormde Formelis de kern van zijn Raad. Onder de diplomatieke opdrachten die hij uitvoerde, was de missie naar Hongarije in 1407 om het huwelijk van Antoon met Elisabeth van Görlitz te regelen. 
Ondertussen nam Formelis ook deel aan de vergaderingen van de Raad van Vlaanderen. In 1409 werd hij voorzitter van dit hoogste rechtscollege, dat sinds kort bijeenkwam in het Gravensteen. Voor de Vlaamse graaf Jan zonder Vrees voerde hij alle belangrijke onderhandelingen. In 1410 ging hij naar het Engelse hof om schadevergoeding te vragen in verband met zeeroverij. Met een delegatie trok hij in 1413 naar Middelburg om een gelijkaardig verzoek te richten aan graaf Willem. Niet minder belangrijk waren de commerciële negotiaties met Engeland, die werden bemoeilijkt door de Honderdjarige Oorlog. In de zomer van 1419 onderhandelde hij in Calais over de verlenging van de vrede. Ook met fiscale en monetaire kwesties liet hij zich in.
De appreciatie voor zijn kunde blijkt uit het feit dat hij raadgever en mentor werd van Filips de Goede, die als graaf van Charolais werd klaargestoomd voor de opvolging. Na de moord op Jan zonder Vrees in 1419 bleef Simon van Formelis een dichte medewerker van Filips. Hij was nauw betrokken bij het Verdrag van Troyes. In 1422 vervulde hij met Jacob van der Tanerijen een delicate inlichtingenmissie omtrent gerechtelijke fraude. Het volgende jaar kwam hij in botsing met Victor van der Zickelen, wiens stadspolitiek hij had vergeleken met die van Filips van Artevelde en Pieter van den Bossche. Het kwam tot een rechtszaak waarin Filips de Goede hem gebood publieke verontschuldingen aan te bieden en een boetebedevaart naar de Sint-Pietersbasiliek in Rome te ondernemen. 
Het incident betekende allerminst dat de hertog Formelis iets kwalijk nam. Zijn verzoeken om van zijn ambt te worden ontheven, onder meer in 1436, werden steeds afgewezen. Tot op hoge leeftijd bleef hij voorzitter van de Raad van Vlaanderen, maar in 1440 mocht hij dan toch op rust. Hij stierf zeven jaar later en werd begraven in de Katelijnekapel van de Sint-Michielskerk.

## Familie
Simon van Formelis was getrouwd met de edelvrouw Kateline van Lovendegem, en had met haar vier kinderen:
- Jan, na schaking getrouwd met Geertrui van Oostkerke, in 1441 gescheiden van tafel en bed, vóór 1450 weer herenigd
- Steven, getrouwd met Anastasia van Poeke, stadsontvanger en schepenkiezer, onthoofd in de opstand van 1451
- Gerard, ontvanger van Gent
- Katelijne, getrouwd met Simon de Crane

Het gezin woonde in een huis in de Sint-Michielsstraat te Gent.
Het clandestiene huwelijk van Simons zoon Jan met Gertrude van Oostkerke leidde tot verschillende processen. Jan spande in 1432-1433 een zaak aan tegen zijn vader om een als huwelijksgift beloofde jaarrente op te eisen, maar de schepenbank wees de eis af en liet nog tijd om de belofte na te komen. Daarop kreeg Jan in 1433 verschillende goederen van Simon, waaronder het leen Sint-Denijs-Boekel. Na Simons dood zou Gertrude in 1450-1451 de beloofde jaarrente alsnog opeisen. Ze kreeg een vonnis in haar voordeel, dat echter tegelijk de schenking van 1433 vernietigde, waardoor de balans toch niet zo positief was.

## Naamvarianten
De familienaam Formelis is aan te treffen in allerlei varianten: Fourmelles, Fourmeles, Fourmellis, Fremelis, Fromelis, Frommeles...